# キング・アブドゥルアズィーズ大学

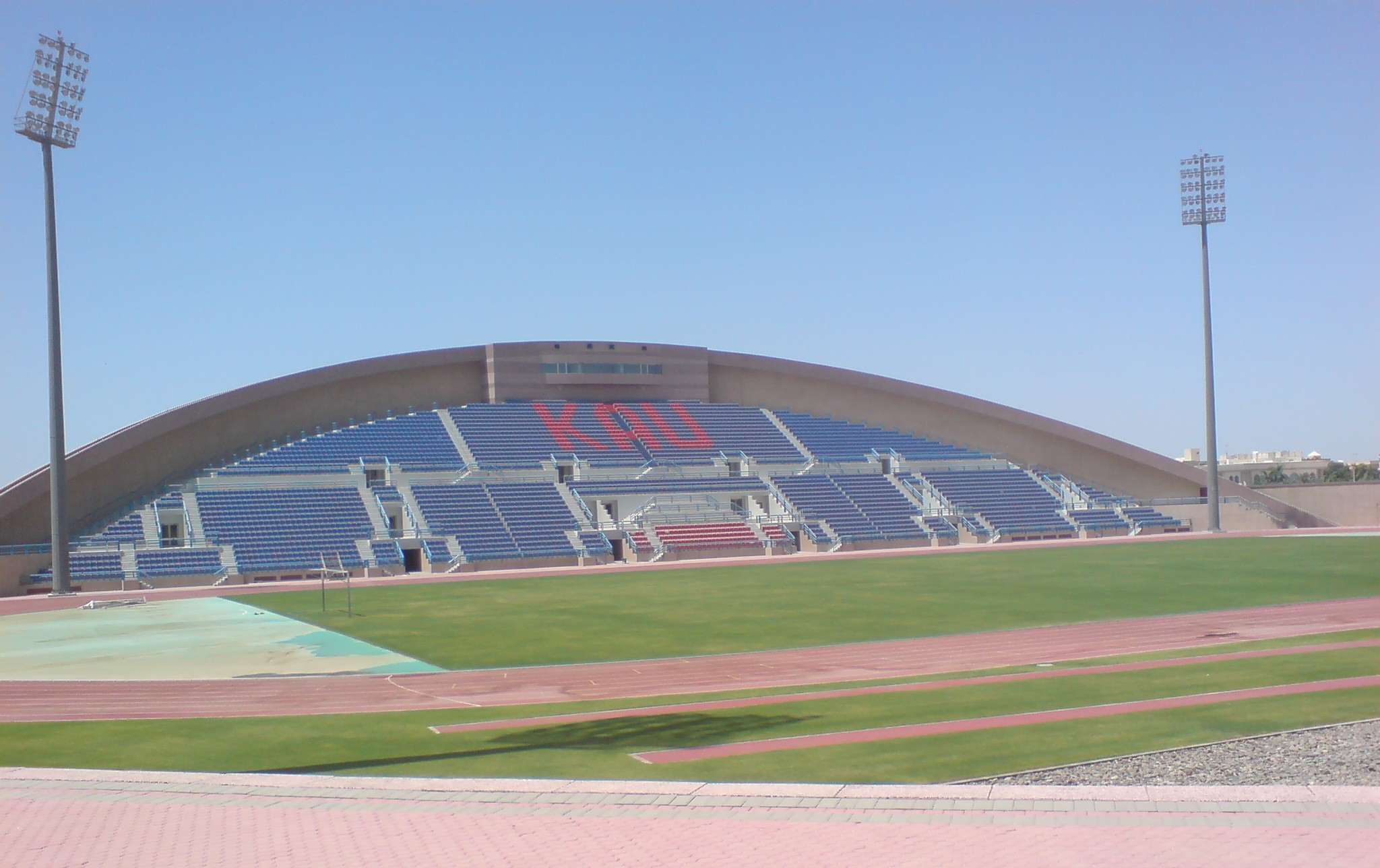
運動場

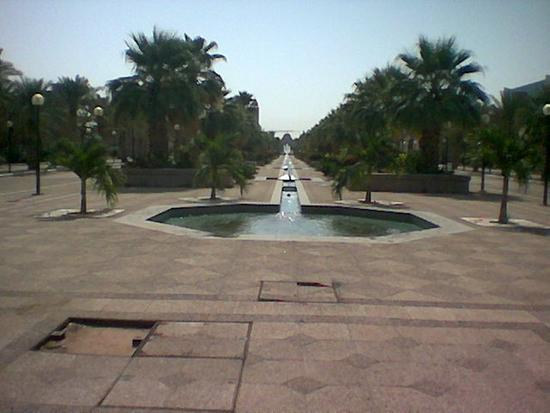
大学の中庭

キング・アブドゥルアズィーズ大学（アラビア語: جامعة الملك عبد العزيز, 英語: King Abdulaziz University）は、サウジアラビアの紅海岸の都市ジッダにある大学。
1967年にサウジアラビアの建国者アブドゥルアズィーズ・イブン＝サウード国王の名を記念して設立された。設立されて最初の年の1968年には準備段階の研究プログラムを始め、68人の男子学生と30人の女子学生を受け入れた。その次の年の1969年には最初の学部である経済・経営学部が設立され、さらに、文学・人間科学部が開設された。キング・アブドゥルアズィーズ大学のキャンパスはイスラム教の教えに従い、男性用と女性用に分かれている。両方のキャンパスには図書館、運動場などの学生生活に必要な設備が整っている。

## 基礎データ

### 施設
- 受入れ&登録課
- 学生事務課
- 図書館業務課
- 遠隔教育業務課
- 情報技術業務課
- 学術研究業務課
- 大学院研究業務課
- コミュニティサービス・生涯教育課
- リサーチ・コンサルティング研究所課

## 教育および研究

### 組織
- 経済・経営学部
- 文学部・人文科学部
- 環境デザイン部
- 理学部
- コンピューター情報技術学部
- 医学部
- 応用医療科学部
- 薬学部
- 歯学部
- 健康科学部
- 工学部
- 地球科学部
- 海洋科学部
- 気象学・環境学・乾燥地域農業学部
- 家政学部
- 教育学部（文学系学科）
- 教育学部（理学系学科）
- 教育学部（家政学・美術教育）
- 女性教員養成のための教育学部
- 教員養成学部

### 学術研究センター
- ゲノム医学研究に関する研究拠点
- イスラーム経済リサーチセンター
- リサーチ・開発センター
- 水リサーチセンター
- 文学部リサーチセンター
- キング・ファハドメディカルリサーチセンター
- 環境学に関する研究拠点
- ナノテクノロジーセンター
- プリンセス・アルジャウハラ遺伝病研究に関する研究拠点
- 骨粗鬆症研究のための研究拠点
- 脱塩技術研究に関する研究拠点

### 大学付属の財団研究所
- 骨粗鬆症研究のためハサン・ターヒル・アルハイリーヤ財団研究所
- 触媒化学研究のためのサベック財団研究所
- エイズ研究及び撲滅のためのアブドゥッラーとサイード・ビン・ザクル財団研究所
- クルアーン研究のためのビン・ラーディングループ財団研究所
- 認知症研究のためのサーリム・ブグシャーン財団研究所
- 癌研究のための学術フェローシップ財団研究所
- ウイルス性出血熱研究のためのムハンマド・フセイン・アルアムーディー財団研究所
- 糖尿病性の足の研究のためのムハンマド・フセイン・アルアムーディー財団研究所
- 水道設備ネットワーク研究のためのムハンマド・フセイン・アルアムーディー財団研究所
- 医療行為倫理のためのムハンマド・フセイン・アルアムーディー財団研究所
- 乳癌研究のためのムハンマド・フセイン・アルアムーディー財団研究所
- ジャーナリズム研究のためのアルジャズィーラ紙財団研究所
- 前立腺疾患研究のためのアハマド・フセイン・ファティーヒー財団研究所
- 家庭内暴力研究のためのアブドゥッラーヒ・ブグシャーン財団研究所
- ビジネス管理及び電力使用能力向上のためのサウジ電気会社財団研究所
- サウジアラビアの穏健システムためのハーリド・アルファイサル財団研究所
- 非破壊分析のためのアラムコ会社財団研究所
- 人的資源開発基金研究所

### 学術協会
- 産婦人科のためのサウジ協会―医学部
- サラセミヤ（地中海性貧血）と鎌状赤血球症（貧血）疾患のためのサウジ協会―医学部
- サウジ土木工学協会―工学部
- サウジ総合外科協会―医学部
- サウジ医学的検査協会―医学部
- サウジ美容外科協会―医学部
- サウジ産業工学・システム工学協会―工学部
- サウジ内科医療協会―医学部
- サウジ環境協会―気象学・環境学部
- サウジ看護学協会―医学部
- サウジ海洋科学協会―海洋科学部
- サウジ航空工学・宇宙工学協会―工学部
- サウジ放射線学協会―医学部
- サウジメディカルエンジニアリング協会―工学部
- サウジ気象学協会―気象学・環境学部

## 日本の学生交流協定校
- 京都大学
- 大阪大学
- 東京医科歯科大学
- 北海道大学
- 横浜国立大学
- 早稲田大学
- 明治大学
- 大阪工業大学
- 東海大学

## 著名な卒業生
- オサマ・ビンラディン

## サウジアラビアにある他大学
- キングサウード大学
- イスラーム大学
- キング・ファイサル大学